# Coupe de France féminine de football 2014-2015
Navigation
Édition précédente Édition suivante
La Coupe de France féminine de football 2014-2015 est la 14e édition de la Coupe de France féminine.
Il s'agit d'une compétition à élimination directe ouverte à tous les clubs de football français ayant une équipe féminine, organisée par la Fédération française de football (FFF) et ses ligues régionales.
La finale a lieu le samedi 18 avril 2015 au Stade de l'Épopée à Calais et voit la victoire de l'Olympique lyonnais sur le Montpellier HSC sur le score de deux buts à un. Cette victoire permet aux lyonnaises d'obtenir un 5e doublé Coupe-Championnat, le 4e consécutif.

## Calendrier de la compétition
| Tour                                                      | Nom                        | Dates retenues   | Équipes participantes | Équipes restantes |
| Phase régionale                                           | Phase régionale            | Phase régionale  | Phase régionale       | Phase régionale   |
| --------------------------------------------------------- | -------------------------- | ---------------- | --------------------- | ----------------- |
| 1 à 3                                                     | Tours régionaux            | Selon les ligues | 440                   | 136               |
| 4                                                         | Finales régionales         | Selon les ligues | 136                   | 68                |
| Phase fédérale (entrée en lice des équipes de Division 2) |                            |                  |                       |                   |
| 5                                                         | 1er tour                   | 14 décembre 2014 | 104                   | 52                |
| Phase finale (entrée en lice des équipes de Division 1)   |                            |                  |                       |                   |
| 6                                                         | Trente-deuxièmes de finale | 4 janvier 2015   | 64                    | 32                |
| 7                                                         | Seizièmes de finale        | 25 janvier 2015  | 32                    | 16                |
| 8                                                         | Huitièmes de finale        | 15 février 2015  | 16                    | 8                 |
| 9                                                         | Quarts de finale           | 1er mars 2015    | 8                     | 4                 |
| 10                                                        | Demi-finales               | 15 mars 2015     | 4                     | 2                 |
| 11                                                        | Finale                     | 18 avril 2015    | 2                     | 1                 |

## Premier tour fédéral
Le premier tour fédéral est marqué par l'entrée en lice des 36 clubs de deuxième  division qui rejoignent les 68 clubs de division de ligues et de districts.
Les rencontres ont lieu le week-end du dimanche 14 décembre 2014 et sont marquées par la performance de trois clubs de division d'honneur, l'ASC Bas Vernet, l'US Gravelines et le Montauban FCTG, qui éliminent des pensionnaires de division 2.
| Date       | Club (division)                                         | Score             | Club (division)                          |
| ---------- | ------------------------------------------------------- | ----------------- | ---------------------------------------- |
| 14/12/2014 | Monswiller FC (Division d'Honneur)                      | 2-8               | Metz ESAP (Division d'Honneur)           |
| 14/12/2014 | Seichamps FC (Division d'Honneur Régionale)             | 0-4               | FC Vendenheim (Division 2)               |
| 14/12/2014 | Amneville CSO (Division d'Honneur)                      | 1-3               | CS Mars Bischheim (Division 2)           |
| 14/12/2014 | Hirtzbach FC (Division d'Honneur)                       | 2-2 (Tab : 12-11) | Oberhergheim FC (Division d'Honneur)     |
| 14/12/2014 | US Metz Plantières (Division d'Honneur)                 | 0-0 (Tab : 5-4)   | AS Strasbourg Musau (Division d'Honneur) |
| 14/12/2014 | AS Chèvremont (Division d'Honneur)                      | 0-6               | AS Nancy-Lorraine (Division 2)           |
| 14/12/2014 | US Saint-Romanaise (District)                           | 4-1               | US Montagnacoise (District)              |
| 14/12/2014 | AS La Sanne-Saint-Romain-de-Surieu (Division d'Honneur) | 0-7               | Nîmes Métropole Gard (Division 2)        |
| 14/12/2014 | Montpellier ASPTT (Division d'Honneur)                  | 0-1               | Olympique de Marseille (Division 2)      |
| 14/12/2014 | FC Rousset Sainte-Victoire (Division d'Honneur)         | 0-8               | FAF Marseille (Division 2)               |
| 14/12/2014 | Étoile Aubune (Division d'Honneur)                      | 3-1               | FC Sainte-Lucie Sud (Division d'Honneur) |
| 13/12/2014 | ASC Bas Vernet (Division d'Honneur)                     | 2-1               | FCF Monteux (Division 2)                 |
| 14/12/2014 | US Ramonville (Division d'Honneur)                      | 0-6               | Portet ASPCR (Division d'Honneur)        |
| 14/12/2014 | Toulouse FC (Division 2)                                | 0-2               | ES Blanquefortaise (Division 2)          |
| 14/12/2014 | ES Eysinaise (Division d'Honneur)                       | 2-0               | Labenne OSC (Division d'Honneur)         |
| 14/12/2014 | SO Choletais (District)                                 | 4-3               | Chamois Niortais (Division d'Honneur)    |
| 14/12/2014 | ESTC Poitiers (Division d'Honneur)                      | 0-1               | AS Muretaine (Division 2)                |
| 14/12/2014 | Montauban FCTG (Division d'Honneur)                     | 2-1               | FC Aurillac-Arpajon (Division 2)         |
| 14/12/2014 | US Sainte-Luce-sur-Loire (Division d'Honneur)           | 0-6               | Orvault SF (Division 2)                  |
| 14/12/2014 | Quimper KFC (Division 2)                                | 0-2               | US Saint-Malo (Division 2)               |
| 13/12/2014 | Stade brestois (Division d'Honneur)                     | 0-8               | ESOFV La Roche-sur-Yon (Division 2)      |
| 14/12/2014 | Plerin FC (Promotion d'Honneur)                         | 1-6               | FC Lorient (Division d'Honneur)          |
| 14/12/2014 | FC Nantes (District)                                    | 4-1               | CPBB Rennes (Division d'Honneur)         |
| 14/12/2014 | Amicale Saint-Lyphard (Division d'Honneur)              | 0-0 (Tab : 5-4)   | Ploërmel FC (Division d'Honneur)         |
| 14/12/2014 | L'Ernéenne (Division d'Honneur Régionale)               | 0-8               | FC Tremblay-en-France (Division 2)       |
| 14/12/2014 | US Trefileire du Havre (Division d'Honneur)             | 0-8               | Changé CS (Division d'Honneur)           |
| 14/12/2014 | ES Seizième (Division d'Honneur)                        | 1-3               | Le Mans FC (Division 2)                  |
| 14/12/2014 | FCF Condéen (Division 2)                                | 1-3               | VGA Saint-Maur (Division 2)              |
| 14/12/2014 | AS Poissy (Promotion d'Honneur)                         | 2-3               | Caen AG (Division d'Honneur)             |
| 14/12/2014 | AS Beauvais (Division d'Honneur)                        | 0-3               | ESM Gonfreville (Division d'Honneur)     |
| 13/12/2014 | CA Paris (Division d'Honneur)                           | 2-0               | AS Montigny (Division d'Honneur)         |
| 14/12/2014 | Saumur OFC (Division d'Honneur)                         | 0-3               | FCF Val d'Orge (Division 2)              |
| 14/12/2014 | US Orléans (Division d'Honneur)                         | 2-2 (Tab : 3-4)   | Étampes FC (Division d'Honneur)          |
| 14/12/2014 | Tours FC (Division 2)                                   | 0-1               | CBOSL Football (Division 2)              |
| 14/12/2014 | Val d'Europe FC (Division d'Honneur)                    | 0-3               | FF Yzeure (Division 2)                   |
| 14/12/2014 | Voisin FC (Promotion d'Honneur)                         | 0-2               | Bourges 18 (Division d'Honneur)          |
| 14/12/2014 | Domtac FC (Division d'Honneur Régionale)                | 0-0 (Tab : 4-3)   | RCF Mâcon (Division d'Honneur)           |
| 14/12/2014 | Chéran FC (Division d'Honneur)                          | 1-4               | Clermont Foot (Division d'Honneur)       |
| 14/12/2014 | Le Puy Foot (Division 2)                                | 1-1 (Tab : 5-4)   | Claix Football (Division 2)              |
| 14/12/2014 | Lyon FC (District)                                      | 0-5               | Vesoul FC (Division d'Honneur)           |
| 14/12/2014 | Saint-Etienne FC (District)                             | 1-1 (Tab : 0-3)   | AS Véore-Montoison (Division 2)          |
| 14/12/2014 | AS Saint-Martin en Haut (Division d'Honneur Régionale)  | 0-1               | CS Nivolas Vermelle (Division 2)         |
| 14/12/2014 | Dijon FCO (Division 2)                                  | 2-2 (Tab : 5-4)   | US Blanzynoise (Division 2)              |
| 14/12/2014 | Cusset SCA (Division d'Honneur)                         | 1-9               | ETG Ambilly (Division d'Honneur)         |
| 14/12/2014 | USM Marly (District)                                    | 0-10              | FC Rouen (Division 2)                    |
| 14/12/2014 | Lambersart IC (Division d'Honneur)                      | 0-5               | AS Saint-Quentin FF (Division d'Honneur) |
| 14/12/2014 | US Boulogne CO (Division d'Honneur)                     | 0-2               | US Rouvroy (Division 2)                  |
| 14/12/2014 | US Gravelines (Division d'Honneur)                      | 4-2               | FC Lillers (Division 2)                  |
| 14/12/2014 | Calais RUFC (Division d'Honneur)                        | 0-6               | US Compiègne (Division 2)                |
| 14/12/2014 | Colombes Racing 92 (Division d'Honneur)                 | 2-2 (Tab : 3-4)   | Amiens SC (Division 2)                   |
| 14/12/2014 | Leers omnisports (Division d'Honneur)                   | 0-4               | FC Templemars (Division 2)               |
| 14/12/2014 | Stade de Reims (Division d'Honneur)                     | 0-1               | FCF Hénin-Beaumont (Division 2)          |

## Trente-deuxièmes de finale
Les trente-deuxièmes de finale sont marqués par l'entrée en lice des 12 clubs de la première division qui rejoignent les 27 clubs de deuxième division, les 21 clubs de division honneur ainsi que l'US Saint-Romanaise, le SO Choletais, le FC Nantes et le Domtac FC, évoluant respectivement en district pour les trois premiers et en division d'honneur régionale pour le dernier, déjà qualifiés pour ce tour de la compétition.
Les rencontres ont lieu le week-end du dimanche 4 janvier 2015, à l'exception de trois rencontres reportées à cause des conditions climatiques au 7 et 11 janvier et sont marquées par une nouvelle performance du Montauban FCTG et du Caen AG, qui éliminent respectivement Le Puy Foot et l'Amiens SC, pensionnaires de division 2 et du FC Rouen qui élimine le FF Issy qui évolue dans l'élite du football français.
| Date       | Club (division)                            | Score           | Club (division)                          |
| ---------- | ------------------------------------------ | --------------- | ---------------------------------------- |
| 03/01/2015 | Paris SG (Division 1)                      | 6-0             | Arras FCF (Division 1)                   |
| 04/01/2015 | AS Saint-Étienne (Division 1)              | 5-0             | Dijon FCO (Division 2)                   |
| 04/01/2015 | VGA Saint-Maur (Division 2)                | 0-5             | Olympique lyonnais (Division 1)          |
| 04/01/2015 | FC Tremblay-en-France (Division 2)         | 0-7             | FCF Juvisy (Division 1)                  |
| 04/01/2015 | CBOSL Football (Division 2)                | 0-1             | EA Guingamp (Division 1)                 |
| 04/01/2015 | Nîmes Métropole Gard (Division 2)          | 1-1 (Tab : 4-5) | Montpellier HSC (Division 1)             |
| 07/01/2015 | FC Rouen (Division 2)                      | 6-0             | FF Issy (Division 1)                     |
| 04/01/2015 | CA Paris (Division d'Honneur)              | 1-1 (Tab : 3-4) | FC Metz (Division 1)                     |
| 04/01/2015 | Portet ASPCR (Division d'Honneur)          | 2-6             | Rodez AF (Division 1)                    |
| 04/01/2015 | US Saint-Romanaise (District)              | 0-8             | ASPTT Albi (Division 1)                  |
| 04/01/2015 | SO Choletais (District)                    | 0-13            | ASJ Soyaux (Division 1)                  |
| 11/01/2015 | FC Vendenheim (Division 2)                 | 3-0             | FCF Val d'Orge (Division 2)              |
| 04/01/2015 | ESOFV La Roche-sur-Yon (Division 2)        | 1-3             | ES Blanquefortaise (Division 2)          |
| 04/01/2015 | FAF Marseille (Division 2)                 | 1-2             | Olympique de Marseille (Division 2)      |
| 04/01/2015 | FC Templemars (Division 2)                 | 1-0             | US Compiègne (Division 2)                |
| 11/01/2015 | US Rouvroy (Division 2)                    | 0-2             | Le Mans FC (Division 2)                  |
| 04/01/2015 | Vesoul FC (Division d'Honneur)             | 0-7             | FF Yzeure (Division 2)                   |
| 04/01/2015 | Bourges 18 (Division d'Honneur)            | 0-2             | CS Nivolas Vermelle (Division 2)         |
| 04/01/2015 | US Metz Plantières (Division d'Honneur)    | 0-4             | CS Mars Bischheim (Division 2)           |
| 04/01/2015 | Étampes FC (Division d'Honneur)            | 1-4             | AS Nancy-Lorraine (Division 2)           |
| 04/01/2015 | ES Eysinaise (Division d'Honneur)          | 3-5             | US Saint-Malo (Division 2)               |
| 04/01/2015 | Amicale Saint-Lyphard (Division d'Honneur) | 0-2             | Orvault SF (Division 2)                  |
| 04/01/2015 | ASC Bas Vernet (Division d'Honneur)        | 1-4             | AS Véore-Montoison (Division 2)          |
| 04/01/2015 | Montauban FCTG (Division d'Honneur)        | 1-1 (Tab : 4-3) | Le Puy Foot (Division 2)                 |
| 04/01/2015 | Étoile Aubune (Division d'Honneur)         | 0-2             | AS Muretaine (Division 2)                |
| 04/01/2015 | Caen AG (Division d'Honneur)               | 2-2 (Tab : 4-3) | Amiens SC (Division 2)                   |
| 04/01/2015 | Changé CS (Division d'Honneur)             | 0-4             | FCF Hénin-Beaumont (Division 2)          |
| 04/01/2015 | Metz ESAP (Division d'Honneur)             | 2-1             | AS Saint-Quentin FF (Division d'Honneur) |
| 04/01/2015 | Clermont Foot (Division d'Honneur)         | 4-1             | Hirtzbach FC (Division d'Honneur)        |
| 04/01/2015 | US Gravelines (Division d'Honneur)         | 0-2             | ESM Gonfreville (Division d'Honneur)     |
| 04/01/2015 | Domtac FC (Division d'Honneur Régionale)   | 0-2             | ETG Ambilly (Division d'Honneur)         |
| 04/01/2015 | FC Nantes (District)                       | 1-4             | FC Lorient (Division d'Honneur)          |

## Seizièmes de finale
Lors des seizièmes de finale, il ne reste plus que 10 clubs de première division accompagnées de 15 clubs de deuxième division et de 7 clubs de division d'honneur.
Les rencontres ont lieu le week-end du dimanche 25 janvier 2015, à l'exception d'une rencontre reportée à cause des conditions climatiques au 28 janvier et sont marquées par l'exploit de l'ETG Ambilly, qui éliminent l'AS Nancy-Lorraine, pensionnaire de division 2.
| Date       | Club (division)                      | Score           | Club (division)                  |
| ---------- | ------------------------------------ | --------------- | -------------------------------- |
| 25/01/2015 | Clermont Foot (Division d'Honneur)   | 0-4             | AS Saint-Étienne (Division 1)    |
| 25/01/2015 | CS Mars Bischheim (Division 2)       | 1-3             | FC Vendenheim (Division 2)       |
| 24/01/2015 | Olympique lyonnais (Division 1)      | 8-1             | FF Yzeure (Division 2)           |
| 25/01/2015 | ETG Ambilly (Division d'Honneur)     | 1-0             | AS Nancy-Lorraine (Division 2)   |
| 25/01/2015 | Olympique de Marseille (Division 2)  | 2-1             | CS Nivolas Vermelle (Division 2) |
| 25/01/2015 | Montauban FCTG (Division d'Honneur)  | 0-2             | AS Véore-Montoison (Division 2)  |
| 24/01/2015 | Montpellier HSC (Division 1)         | 7-0             | AS Muretaine (Division 2)        |
| 24/01/2015 | ASPTT Albi (Division 1)              | 0-1             | Rodez AF (Division 1)            |
| 25/01/2015 | FC Lorient (Division d'Honneur)      | 1-3             | ES Blanquefortaise (Division 2)  |
| 25/01/2015 | Caen AG (Division d'Honneur)         | 2-3             | Orvault SF (Division 2)          |
| 24/01/2015 | ASJ Soyaux (Division 1)              | 0-0 (Tab : 1-3) | Paris SG (Division 1)            |
| 25/01/2015 | US Saint-Malo (Division 2)           | 0-4             | EA Guingamp (Division 1)         |
| 25/01/2015 | Le Mans FC (Division 2)              | 0-4             | FC Metz (Division 1)             |
| 28/01/2015 | FCF Hénin-Beaumont (Division 2)      | 0-3             | FCF Juvisy (Division 1)          |
| 25/01/2015 | Metz ESAP (Division d'Honneur)       | 2-3             | FC Templemars (Division 2)       |
| 25/01/2015 | ESM Gonfreville (Division d'Honneur) | 0-4             | FC Rouen (Division 2)            |

## Huitièmes de finale
Lors des huitièmes de finale, il ne reste plus que 8 clubs de première division accompagnés de 7 clubs de deuxième division et de l'ETG Ambilly qui évolue en division d'honneur.
Les rencontres ont lieu le dimanche 15 février 2015 et sont marquées par la belle performance du FC Vendenheim, évoluant en Division 2, qui élimine le FC Metz, pensionnaire de Division 1.
| Date       | Club (division)                  | Score           | Club (division)                     |
| ---------- | -------------------------------- | --------------- | ----------------------------------- |
| 15/02/2015 | FCF Juvisy (Division 1)          | 14-1            | Orvault SF (Division 2)             |
| 15/02/2015 | EA Guingamp (Division 1)         | 1-1 (Tab : 7-6) | Paris SG (Division 1)               |
| 15/02/2015 | AS Saint-Étienne (Division 1)    | 2-0             | Olympique de Marseille (Division 2) |
| 15/02/2015 | FC Metz (Division 1)             | 0-2             | FC Vendenheim (Division 2)          |
| 14/02/2015 | AS Véore-Montoison (Division 2)  | 0-12            | Olympique lyonnais (Division 1)     |
| 15/02/2015 | ETG Ambilly (Division d'Honneur) | 0-5             | Montpellier HSC (Division 1)        |
| 14/02/2015 | FC Rouen (Division 2)            | 2-1             | FC Templemars (Division 2)          |
| 15/02/2015 | ES Blanquefortaise (Division 2)  | 0-2             | Rodez AF (Division 1)               |

## Quarts de finale
Lors des quarts de finale, il ne reste plus que 6 clubs de première division accompagnés de deux clubs de deuxième division que sont le FC Vendenheim et le FC Rouen.
Les rencontres ont lieu le dimanche 1er mars 2015.
| Date       | Club (division)                 | Score           | Club (division)               |
| ---------- | ------------------------------- | --------------- | ----------------------------- |
| 28/02/2015 | Olympique lyonnais (Division 1) | 6-0             | EA Guingamp (Division 1)      |
| 01/03/2015 | Montpellier HSC (Division 1)    | 2-1             | FCF Juvisy (Division 1)       |
| 01/03/2015 | Rodez AF (Division 1)           | 2-2 (Tab : 6-7) | AS Saint-Étienne (Division 1) |
| 01/03/2015 | FC Vendenheim (Division 2)      | 0-0 (Tab : 1-4) | FC Rouen (Division 2)         |

## Demi-finales
Lors des demi-finales il ne reste plus que 3 clubs de première division et un club de seconde division.
Les rencontres ont lieu le week-end du 15 mars 2015.
| Date       | Club (division)               | Score | Club (division)                 |
| ---------- | ----------------------------- | ----- | ------------------------------- |
| 14/03/2015 | FC Rouen (Division 2)         | 0-4   | Olympique lyonnais (Division 1) |
| 15/03/2015 | AS Saint-Étienne (Division 1) | 0-1   | Montpellier HSC (Division 1)    |

## Finale
La finale oppose deux clubs de première division, l'Olympique lyonnais triple tenant du titre et six fois vainqueur de ce tournoi et le Montpellier HSC, déjà trois fois vainqueur de ce tournoi.
| 18 avril 2015 | Olympique lyonnais                    | 2-1   | Montpellier HSC     | Stade de l'Épopée, Calais                                                                                                 | |
|               | 46e Ada Hegerberg · 76e Lotta Schelin | (0-1) | 26e Sofia Jakobsson | Arbitrage : Florence Guillemin Arbitres assistants : Jennifer Maubacq et Cindy Buffart Quatrième arbitre : Elodie Coppola | Arbitrage : Florence Guillemin Arbitres assistants : Jennifer Maubacq et Cindy Buffart Quatrième arbitre : Elodie Coppola |
|               | Rapport                               |       |                     | Arbitrage : Florence Guillemin Arbitres assistants : Jennifer Maubacq et Cindy Buffart Quatrième arbitre : Elodie Coppola | Arbitrage : Florence Guillemin Arbitres assistants : Jennifer Maubacq et Cindy Buffart Quatrième arbitre : Elodie Coppola |

| G               | 16 | Sarah Bouhaddi    |  |     |
| D               | 3  | Wendie Renard     |  |     |
| D               | 5  | Saki Kumagai      |  |     |
| D               | 17 | Corine Franco     |  |     |
| D               | 21 | Lara Dickenmann   |  |     |
| M               | 6  | Amandine Henry    |  | 74e |
| M               | 9  | Eugénie Le Sommer |  |     |
| M               | 10 | Louisa Necib      |  | 46e |
| M               | 23 | Camille Abily     |  |     |
| A               | 8  | Lotta Schelin     |  |     |
| A               | 14 | Ada Hegerberg     |  |     |
| Remplacements : |    |                   |  |     |
| A               | 12 | Elodie Thomis     |  | 46e |
| Entraîneur :    |    |                   |  |     |
| Gérard Prêcheur |    |                   |  |     |

| G               | 1  | Solène Durand      |  |     |     |
| D               | 3  | Kelly Gadea        |  |     |     |
| D               | 4  | Marion Torrent     |  |     |     |
| D               | 11 | Genessee Daughetee |  |     |     |
| D               | 23 | Linda Sembrant     |  |     |     |
| M               | 7  | Rumi Utsugi        |  |     |     |
| M               | 8  | Sandie Toletti     |  | 54e | 89e |
| M               | 9  | Laetitia Tonazzi   |  | 80e |     |
| M               | 14 | Claire Lavogez     |  |     |     |
| A               | 17 | Sofia Jakobsson    |  |     |     |
| A               | 26 | Sakina Karchaoui   |  | 38e | 56e |
| Remplacements : |    |                    |  |     |     |
| M               | 10 | Marina Makanza     |  | 56e |     |
| M               | 20 | Viviane Asseyi     |  | 80e |     |
| A               | 24 | Lindsey Thomas     |  | 89e |     |
| Entraîneur :    |    |                    |  |     |     |
| Jean-Louis Saez |    |                    |  |     |     |